# Sakis

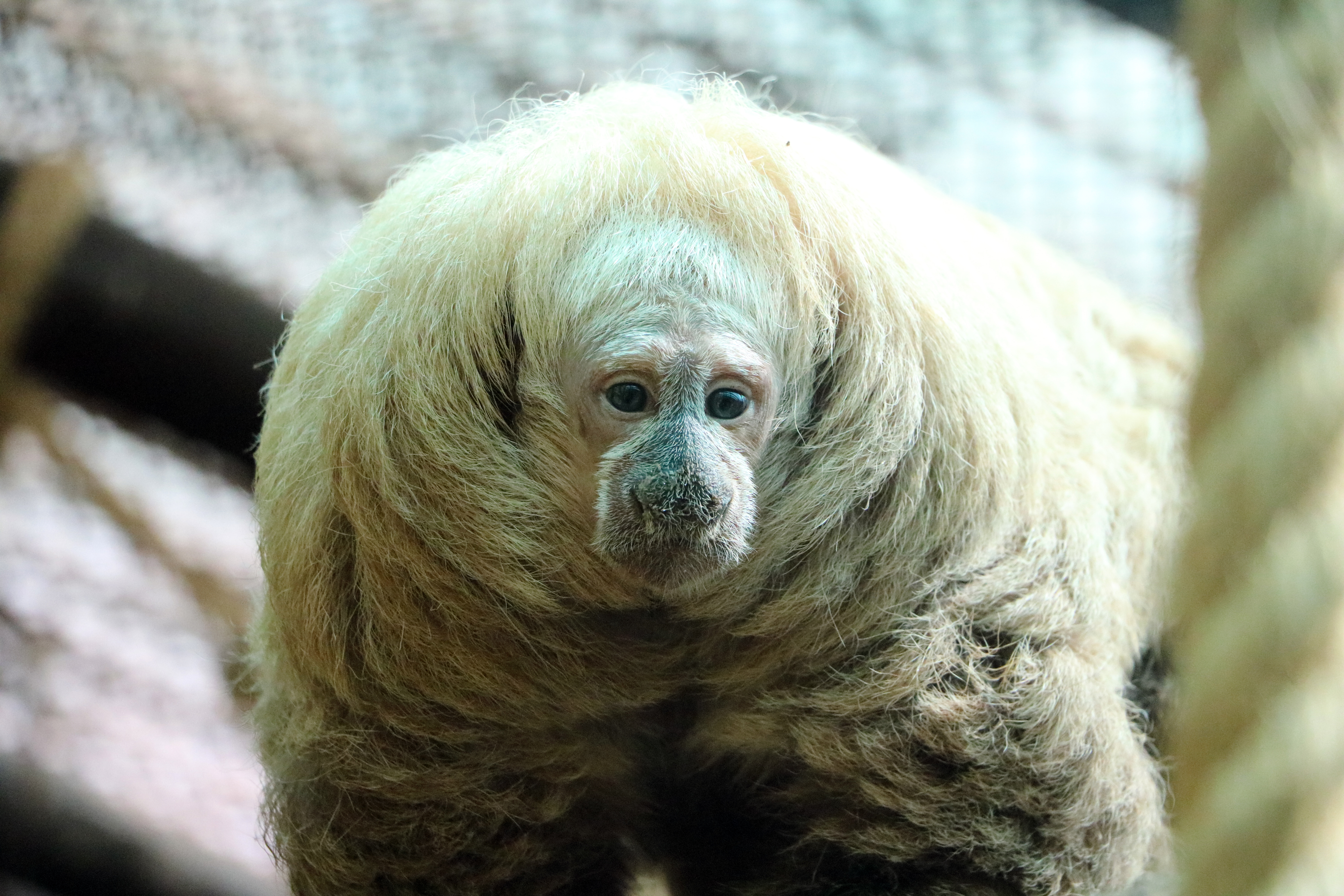
Blonder Mönchsaffe (Pithecia albicans)

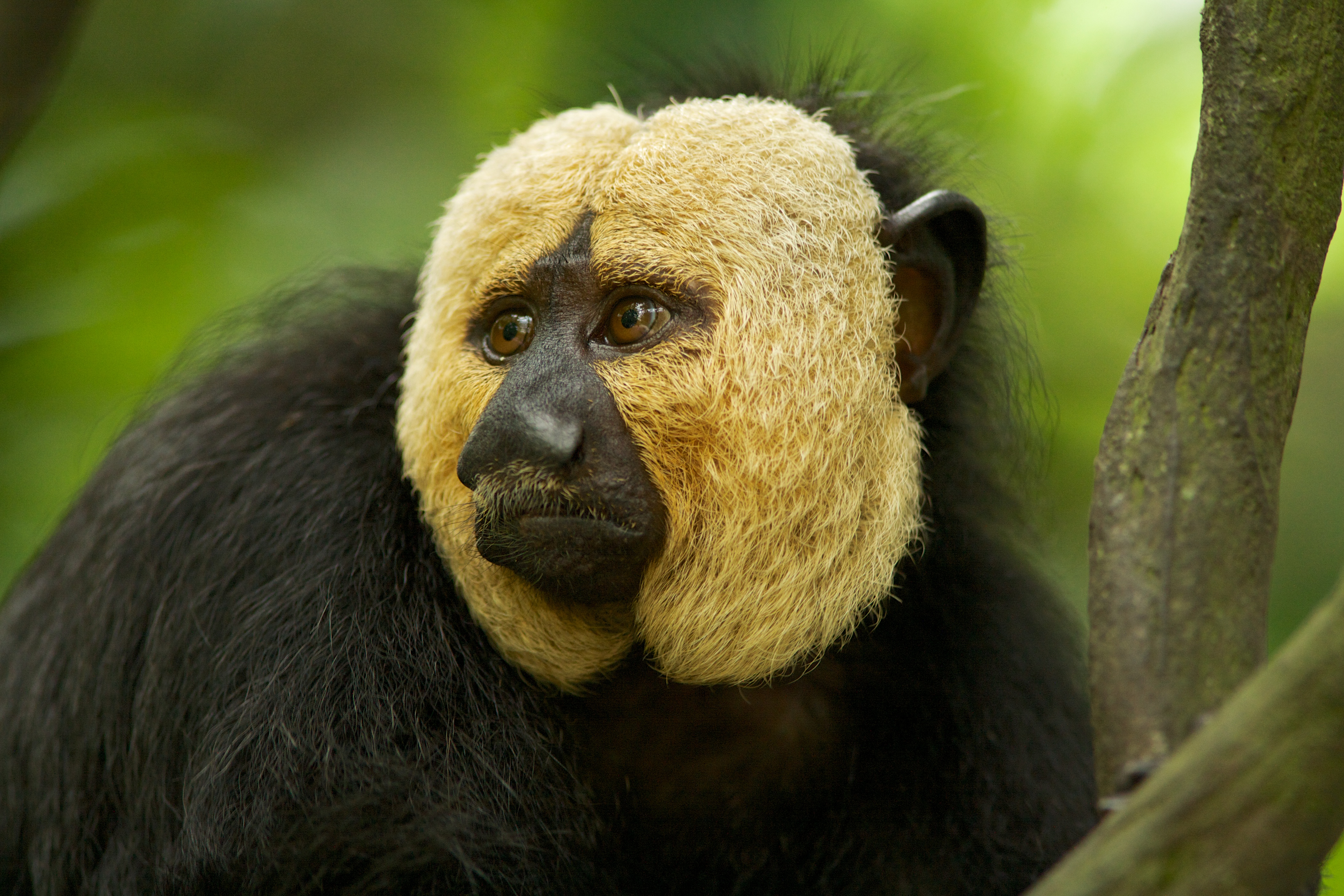
Goldgesichtsaki (Pithecia chrysocephala), Männchen

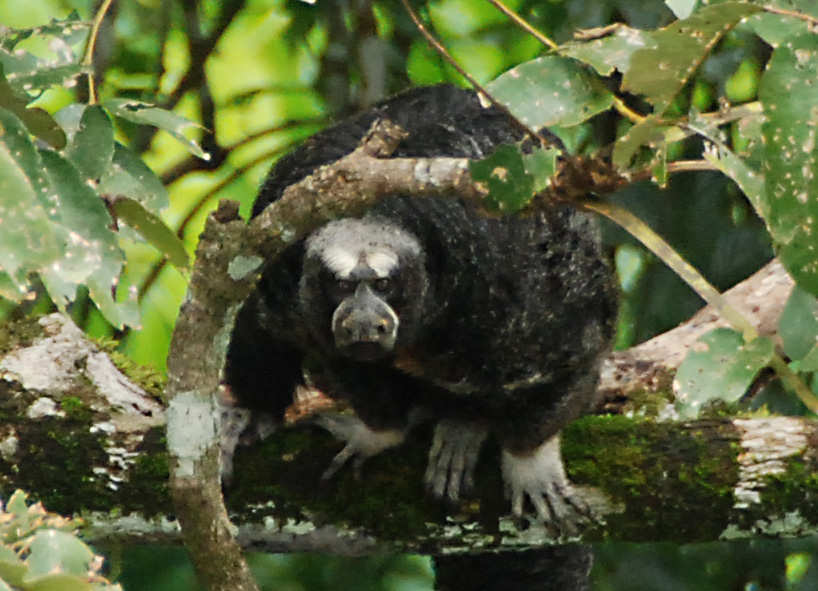
Pithecia napensis

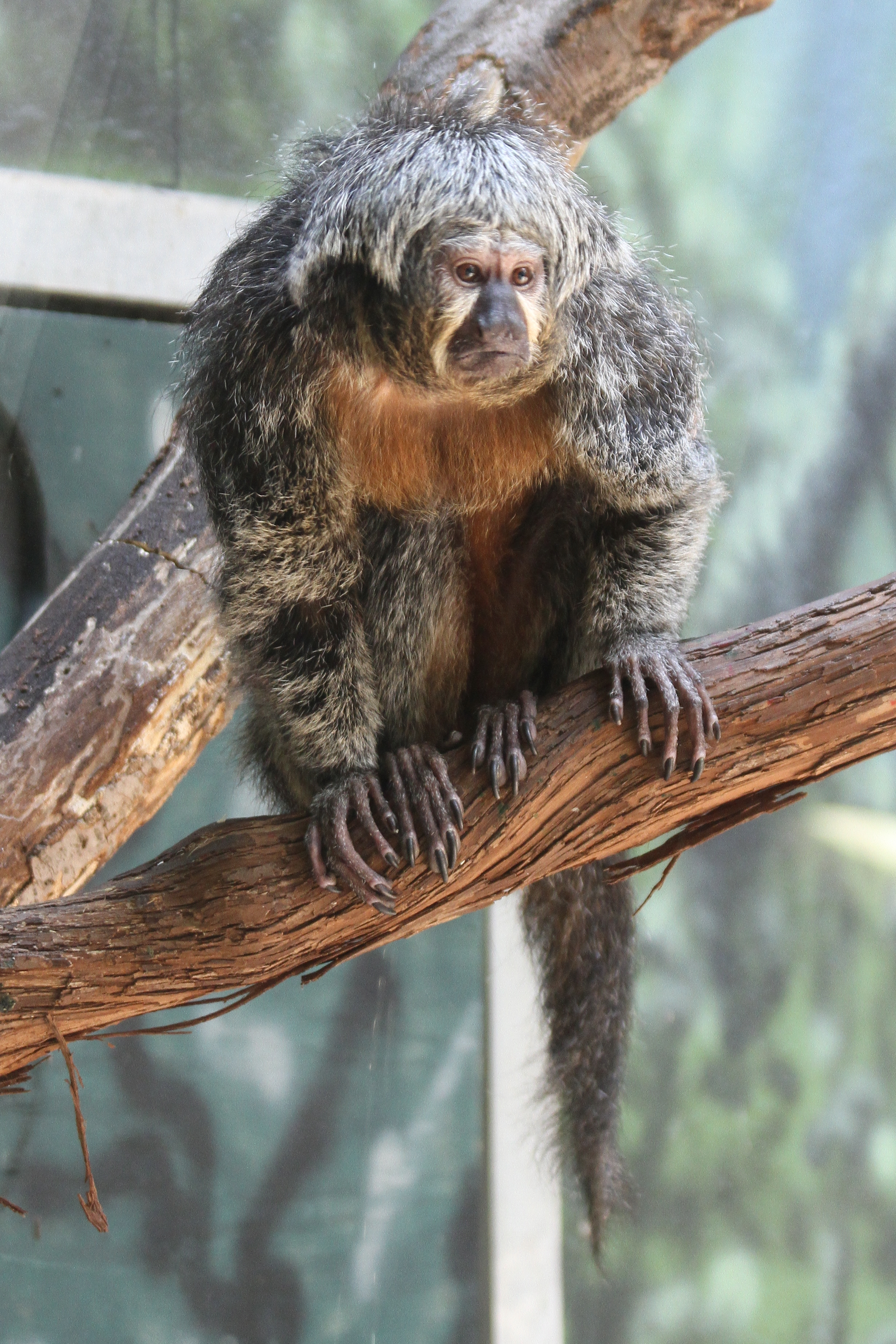
Weißkopfsaki (Pithecia pithecia), Weibchen

Die Sakis (Pithecia) sind eine Primatengattung aus der Familie der Sakiaffen (Pitheciidae). Zusammen mit den Bartsakis werden sie auch als Schweifaffen bezeichnet. Die Gattung wird in 13 bis 16 Arten unterteilt.

## Beschreibung
Sakis sind kleinere Affen mit langem, buschigem Schwanz. Ihr zotteliges, raues Fell ist je nach Art schwarz, grau oder rötlichbraun gefärbt. Die Gesichter einiger Arten sind nackt, dafür ähnelt die Behaarung der Oberseite des Kopfes einer Haube. Die Gliedmaßen sind dem Baumleben angepasst, kräftige Hinterbeine ermöglichen ihnen weite Sprünge. Sakis erreichen eine Körperlänge von 30 bis 55 Zentimetern, wobei der Schwanz ebenso lang ist, und ein Gewicht von 1,5 bis zu 3 Kilogramm.

## Verbreitung und Lebensraum
Sakis leben im nördlichen und mittleren Südamerika, ihr Verbreitungsgebiet umfasst das Amazonasbecken und Guayana und reicht im Westen vom Süden Kolumbiens über das östliche Tiefland von Ecuador und Peru bis ins nördliche Bolivien. Ihr Lebensraum sind vorwiegend Regenwälder.

## Lebensweise
Sakis sind tagaktive Tiere. Sie leben in den Bäumen und kommen nur selten auf den Boden. Meistens bewegen sie sich auf allen vieren oder legen größere Distanzen springend zurück. Zum Schlafen rollen sie sich katzenartig im Geäst zusammen. Sie sind generell sehr scheue, vorsichtige Tiere.
Sakis leben in Familienverbänden, die aus den Eltern und ihrem Nachwuchs bestehen, wobei Paare meist ihr Leben lang zusammenbleiben. Sie sind territoriale Tiere, die ihr Revier gegenüber anderen Familien verteidigen. Sakis kennen eine Reihe von Verständigungsmöglichkeiten: während schrille Schreie oder vogelähnliches Gezwitscher eher dem Kontakt der Familienmitglieder untereinander dienen, soll lautes Gebrüll andere Tiere vom eigenen Territorium vertreiben.

## Nahrung
Sakis ernähren sich zum größten Teil von Samen und hartschaligen Früchten, wofür sie mit ihrem robusten Gebiss gut angepasst sind. In geringem Ausmaß nehmen sie andere Pflanzenteile wie Blüten und Blätter und auch Insekten und kleine Wirbeltiere (wie Nagetiere oder Fledermäuse) zu sich.

## Fortpflanzung
Die Paarung kann das ganze Jahr über stattfinden. Nach rund 160- bis 180-tägiger Tragzeit bringt das Weibchen ein Jungtier zur Welt. Im Gegensatz zu anderen monogamen südamerikanischen Primaten kümmert sich hauptsächlich die Mutter um das Junge. Nach mehreren Monaten wird es entwöhnt und ist nach rund drei Jahren geschlechtsreif. Die Lebenserwartung beträgt in menschlicher Obhut über 35 Jahre.

## Gefährdung
Wie viele Bewohner der Regenwälder Südamerikas leiden Sakis an deren Abholzung und der damit einhergehenden Zerstörung ihres Lebensraumes. Darüber hinaus werden sie manchmal wegen ihres Felles oder Fleisches gejagt. Dennoch sind Sakis relativ weit verbreitet und weniger gefährdet als andere Primatenarten, die IUCN listet nur eine der fünf Arten als gefährdet.

## Systematik
Die Sakis bilden zusammen mit den Springaffen, den Bartsakis und den Uakaris die Familie der Sakiaffen (Pitheciidae). Der Mammaloge Philip Hershkovitz unterschied 1987 fünf Sakiarten: den Weißkopfsaki mit zwei Unterarten (P. pithecia pithecia und P. pithecia chrysocephala), den Mönchsaffen, ebenfalls mit zwei Unterarten (P. monachus monachus und P. monachus milleri), den Kahlgesichtigen Saki, auch zwei Unterarten (P. irrorata irrorata und P. irrorata vanzolinii), sowie den Äquatorial-Saki (P. aequatorialis) und den Blonden Mönchsaffen (P. albicans).
Der wissenschaftliche Name ist aus dem griechischen Wort für Affe gebildet.

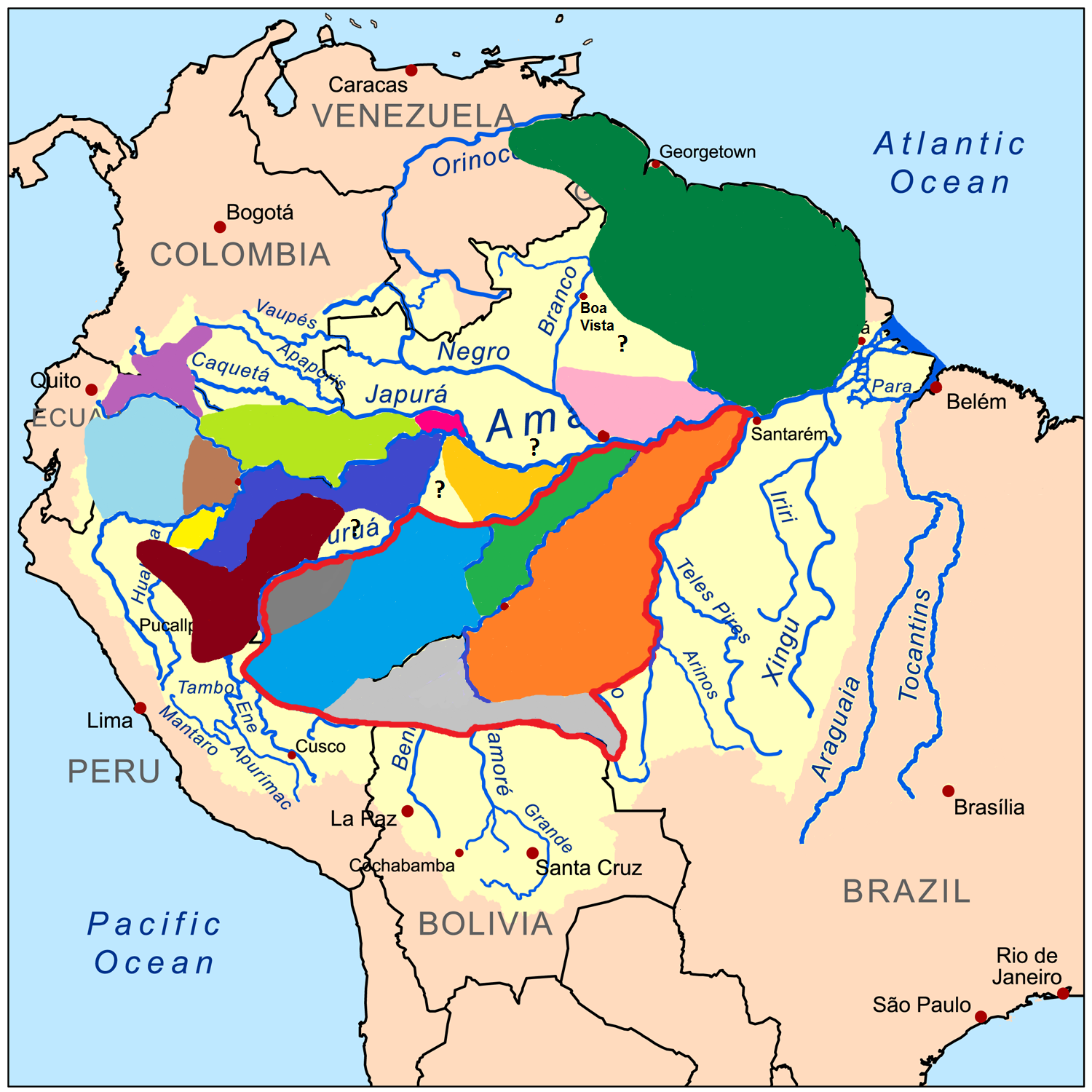
Die Verbreitungsgebiete der Sakiaffen in Amazonien.
Pithecia pithecia (Weißkopfsaki)
Pithecia chrysocephala (Goldgesichtsaki)
Pithecia albicans (Blonder oder Schwarzrücken-Mönchsaffe)
Pithecia cazuzai (Cazuza-Saki)
Pithecia hirsuta (Haariger Saki)
Pithecia aequatorialis (Äquatorial-Saki)
Pithecia napensis (Napo-Saki)
Pithecia milleri (Millers Mönchsaffe)
Pithecia isabela (Isabel-Saki)
Pithecia monachus (Mönchsaffe)
Pithecia inusta (Spix-Saki)
Rot umrandet – die irrorata-Gruppe (Nacktgesichtsakis):
Pithecia irrorata (Kahlgesichtiger Saki)
Pithecia mittermeieri (Mittermeier-Nacktgesichtsaki)
Pithecia pissinattii (Pissinatti-Saki)
Pithecia rylandsi (Rylands-Saki)
Pithecia vanzolinii (Vanzolinis Kahlgesichtiger Saki)

Die Regenwaldexpertin und Primatologin Laura K. Marsh veröffentlichte im Jahr 2014 eine Revision der Sakis, in der sie 16 teilweise sehr ähnliche Arten unterschied, die fünf vorher registrierten, drei revalidierte ehemals als Synonymbeschreibungen angesehene Formen, drei die vom Rang einer Unterart in den Artrang erhoben wurden und fünf neu beschriebene Arten. Die Revision erfolgte aufgrund von Untersuchungen von 876 Häuten und 690 Schädeln, die in 36 Museen in 17 Ländern in Nordamerika, Südamerika, Europa und Japan aufbewahrt werden, sowie mit Hilfe hunderter von Fotos von wildlebenden und in Gefangenschaft gehaltener Sakis. Genanalysen erfolgten nicht. Die Autorin ging bei ihrer Arbeit davon aus, dass die großen Flüsse Amazoniens gemäß der River-Barrier-Hypothese nicht von den Affen überquert werden können und somit als Barrieren für eine allopatrische Artbildung fungieren, ähnlich wie es schon bei anderen Affengruppen festgestellt und durch Genanalysen bestätigt wurde.
2019 schaute sich eine Gruppe von Wissenschaftlern der American Society of Mammalogists das Material ebenfalls an, nachdem aufgefallen war, dass Merkmale und Verbreitungsgebiete für die neu vorgeschlagenen Arten nicht gut definiert worden waren. Sie befassten sich mit der irrorata-Artengruppe und konnten statt fünf Arten nur zwei klar morphologisch und geografisch trennbare Arten nachweisen: Pithecia irrorata (Syn. mittermeieri, rylandsi und pissinattii) und Pithecia vanzolinii.

## Arten
- pithecia-Gruppe
- Weißkopfsaki (Pithecia pithecia)
- Goldgesichtsaki (P. chrysocephala)

- monachus-Gruppe
- Äquatorial-Saki (P. aequatorialis)
- Blonder Mönchsaffe oder Schwarzrücken-Mönchsaffe (P. albicans)
- Cazuza-Saki (P. cazuzai)
- Haariger Saki (P. hirsuta)
- Spix-Saki (P. inusta)
- Isabel-Saki (P. isabela)
- Mönchsaffe (P. monachus)
- Millers Mönchsaffe (P. milleri)
- Napo-Saki (P. napensis)

- irrorata-Gruppe
- Kahlgesichtiger Saki (P. irrorata)
- Mittermeier-Nacktgesichtsaki (P. mittermeieri), umstrittene Art
- Pissinatti-Saki (P. pissinattii), umstrittene Art
- Rylands-Saki (P. rylandsi), umstrittene Art
- Vanzolinis Kahlgesichtiger Saki (P. vanzolinii)

Im brasilianischen Bundesstaat Rondônia in der Nähe der Jirau-Talsperre gibt eine weitere, bisher wissenschaftlich nur wenig untersuchte Sakiform. Dabei könnte es sich um eine weitere Art handeln oder um Hybriden. Im englischen wird die Form als Jamarisaki bezeichnet. Die Bartsakis (unter anderem mit dem Weißnasensaki und dem Satansaffen) gehören zoologisch nicht zur Gattung der Sakis, sondern bilden eine eigene Gattung (Chiropotes).